# Strumble Head

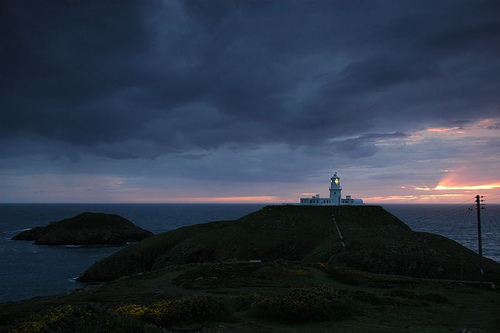
Strumble Head, Ynys Meicel, Ynys Onnen und Leuchtturm bei Sonnenuntergang.

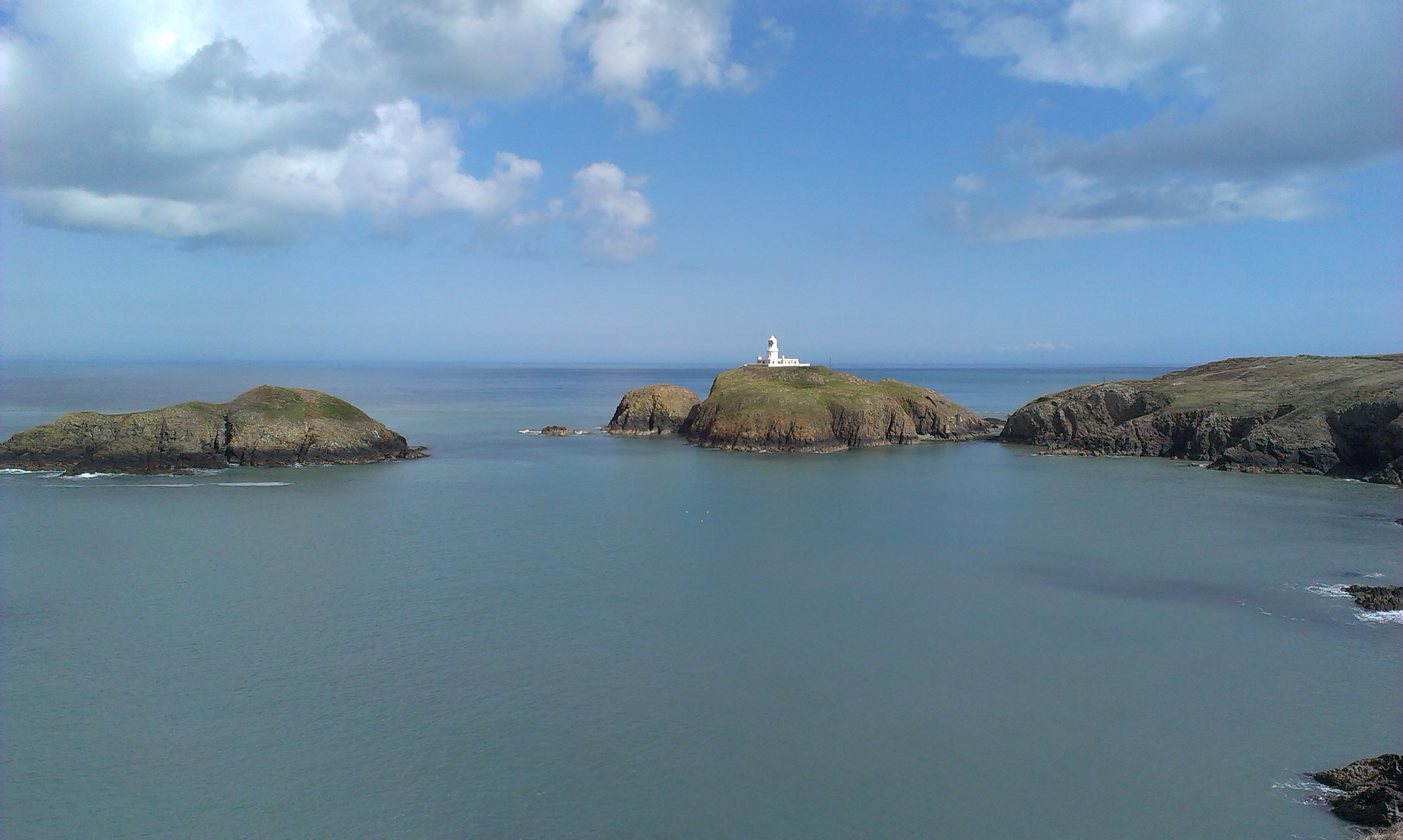
Der Strumble Head Leuchtturm, an der Carreg Onnen Bay. Links des Leuchtturms liegt Ynys Onnen (Eschen-Insel).

Strumble Head (walisisch Pen Strwmbl) ist eine felsige Landzunge in der walisischen Community Pencaer im Norden von Pembrokeshire. Sie liegt innerhalb des Pembrokeshire Coast National Park und entlang der Küstenlinie verläuft der Pembrokeshire Coast Path, ein Fernwanderweg mit einer Länge von 186 mi (300 km). Man erblickt von dort im Osten Dinas Head und die Cardigan Bay und im Westen die Irische See.
Vor der Landzunge liegen drei Inseln: Ynys Meicel (34 m, 112 ft) und Ynys and Carreg Onnen. Auf Ynys Meicel befindet sich auch das Strumble Head Lighthouse, ein Leuchtturm, der von Trinity House betreut wird und von der Landzunge seinen Namen erhielt. Und Strumble VOR ist eine Wegmarkierung für viele Trans-Atlantik-Flüge.
Als Strumble Head - Llechdafad Cliffs ist die Landzunge eine Site of Special Scientific Interest und gleichzeitig einer der besten Plätze in Großbritannien um Wale zu beobachten, vor allem Schweinswale können in den Gezeitenströmen rund um die Landzunge mit einfachen Ferngläsern beobachtet werden. Öffentliche Walbeobachtungstouren werden vom Sea Trust regelmäßig organisiert. Robben tauchen häufig in der Nähe des Leuchtturms auf. Ein Beobachtungsposten aus Kriegszeiten wurde als Windschutz für Wanderer und Wildtier-Beobachter hergerichtet und von Bill Oddie eröffnet.
An der Landzunge ereigneten sich viele Schiffsunglücke. Ein untergegangenes französisches Wrack, möglicherweise von der Battle of Fishguard, wurde erst 2003 entdeckt. Die Bardse von Pile of Fowdrey ging am 3. Oktober 1763 vor Strumble Head unter. Sie hatte eine Ladung Eisen und Kupfer von Wicklow nach Chepstow bringen sollen. Der Kapitän war John Kennel. Ein weiteres bekanntes Unglück ereilte die Bark Calburga 1915, eines von Kanadas letzten Segelschiffen mit Rahtakelung.